# スカモルツァ
スカモルツァ(scamorza)は、モッツァレッラに似た牛乳から作るイタリアのチーズである。牛以外の乳からも作ることができるが、珍しい。
スカモルツァは、パスタフィラータという製法で作られるカードで、新鮮なカードは自身の乳清の中で数時間熟成され、ラクトースが乳酸に変換される作用により、酸化される。チーズ職人は一般的にチーズを丸く作り、上から3分の1程度のところで結ぶようにし、吊るして乾燥させる。その結果、ナシのような形になる。チーズの色は、燻製しなければ白色である。燻製した場合は、内部が明るいアーモンド色になる。燻製にしたものはアフミカータ、燻製の工程を省いたものはビアンキといい、燻製モノのほうが人気があるという。
スカモルツァは、多くの料理においてモッツァレッラその他のチーズの代用として用いることができるが、チーズの味がより強くなる。また、焼くとより溶けやすいと言われる。燻製したスカモルツァ(scamorza affumicata)をモッツァレッラの代わりに用いると、良い風味が付く。

## 産地
イタリアでは、スカモルツァは北部よりも南部の方で多く作られる。厳密に言えば、プッリャ州及びカラブリア州の製品を指す。しかし、燻製したもの、しないものともに、国全土で手に入る。マリオ・バターリは、グリルしたスカモルツァをナポリ料理における伝統的な料理としている。バーリのスカモルツァは、羊乳から作るのが特徴である。